# Jan Frans van Douven

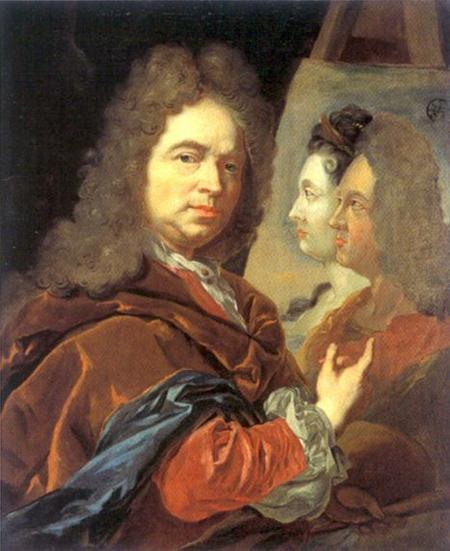
Selbstbildnis

Jan Frans van Douven, auch Johan Francois Douven oder Douven de Oude (* 2. März 1656 in Roermond; † 1727 in Düsseldorf), war ein niederländischer Porträtmaler, der auch Miniaturen anfertigte.

## Leben
Douven war der Sohn des Rentmeisters Gerard Douven. Er gehörte im „Goldenen Zeitalter der Niederlande“ zur Schule von Leyden. Er war beim Tode seines Vaters zwölf Jahre alt und seine Mutter gab ihn zunächst zu Gabriel Lambert nach Lüttich in die Lehre. Nach zwei Jahren, in denen er dort das Zeichnen gelernt hatte, kam er für drei Jahre zu seinem Vetter Christophorus Puitlink nach Roermond, um die Malkunst zu erlernen. Anschließend war er drei Jahre lang für Don Jan Dellano Velasco tätig, einen kunstliebenden Finanzrat des spanischen Königs Karl II. In dessen großer Gemäldesammlung hatte er die Gelegenheit die Werke berühmter italienischer Meister zu studieren und nach ihnen zu malen. Dadurch wurde er bekannt und er bekam Aufträge hoher Persönlichkeiten des Düsseldorfer Hofes. Er wurde 1682 dort sogar als Hofmaler angestellt. Seit 1691 hatte er als „Cabinetsmaler“ die ranghöchste Stellung am Hof inne.
Im Alter von 28 Jahren heiratete er Maria Johanna (geborene Daniels). Douven, der den Bau der Gemäldegalerie Düsseldorf initiierte, wurde von Kurfürst Jan Wellem zum Ritter geschlagen und als „Kunstagent zur Vermehrung der Kunstschätze auf Reisen geschickt“, wo er unter anderem in Italien Kunstschätze erwarb. Zu den Taufpaten seiner zehn Kinder zählte neben dem Kurfürstenpaar auch der Bildhauer Gabriel de Grupello. Zu Douvens Hauptwerken gehört das Doppelbildnis des Kurfürsten Johann Wilhelm von der Pfalz und seiner Gemahlin Anna Maria Luisa de’ Medici (1708).

## Werke

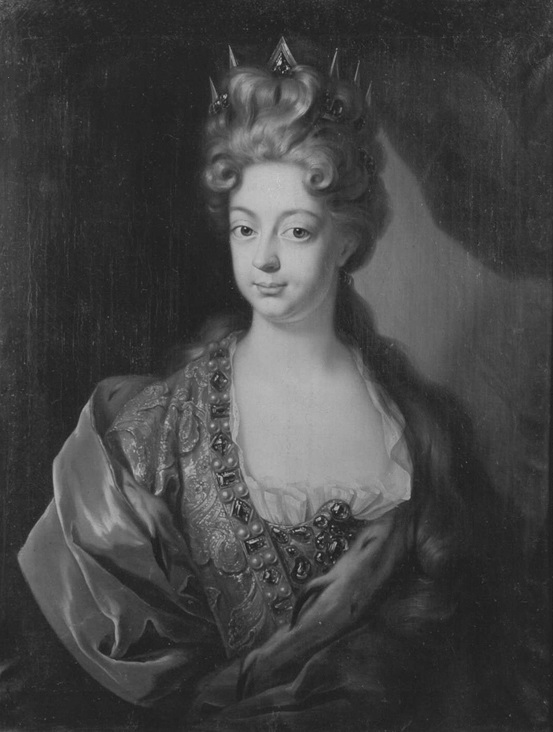
Prinzessin Amalie

Auf einer Reise nach Wien, auf der er Kurfürst Johann Wilhelm begleitet hatte, fertigte er Porträts des Kaisers Leopold und der Kaiserin Eleonora sowie von weiteren Personen des Wiener Hofes. Er erhielt weitere Aufträge, so porträtierte er die Prinzessin Charlotte Amalie (* 6. Oktober 1706; † 28. Oktober 1782) von Dänemark oder den Dänischen König Friedrich IV. und die Königin Louise. Im Auftrag des Kaisers kam er 1697 an den Hof von Modena, um die Prinzessin Amalie von Hannover zu malen. In Florenz fertigte er ein Porträt des Großherzogs und studierte die Kunstschätze der Stadt und erhielt den Auftrag für die Uffizien ein Selbstporträt herzustellen. Anschließend begab er sich wieder nach Düsseldorf.
Douven soll mindestens drei Kaiser und Kaiserinnen, fünf Könige, sieben Königinnen und etliche Fürsten, Fürstinnen, Prinzen und Prinzessinnen porträtiert haben.
Er gilt wie Adriaen van der Werff, der zur selben Zeit in Düsseldorf wirkte, als typischer Vertreter der Hofkunst jener Zeit. Seine Werke weisen einen repräsentativen Stil auf. Sie befinden sich in mehreren Sammlungen, so unter anderem in der Galerie und Schloss Wilhelmshöhe (Kassel), in Düsseldorf, München und an weiteren Orten.